# Olympische Sommerspiele 2024/Leichtathletik – 3000 m Hindernis (Männer)
Der 3000-Meter-Hindernislauf der Männer bei den Olympischen Spielen 2024 in Paris fand am 5. August 2024 und am 7. August 2024 im Stade de France statt.

## Aktuelle Titelträger
| Olympiasieger                        | Soufiane el-Bakkali ( Marokko)   | 8:08,90 min | Tokio 2020     |
| Weltmeister                          | Soufiane el-Bakkali ( Marokko)   | 8:03,53 min | Budapest 2023  |
| Europameister                        | Alexis Miellet ( Frankreich)     | 8:14,01 min | Rom 2024       |
| Nord-/Zentralamerika-/Karibikmeister | Evan Jager ( Vereinigte Staaten) | 8:22,55 min | Freeport 2022  |
| Südamerikameister                    | Julián Molina ( Argentinien)     | 8:36,47 min | São Paulo 2023 |
| Asienmeister                         | Ryōma Aoki ( Japan)              | 8:34,91 min | Bangkok 2023   |
| Afrikameister                        | Leonard Chemutai ( Uganda)       | 8:21,30 min | Douala 2024    |
| Ozeanienmeister                      | Matthew Clarke ( Australien)     | 8:31,00 min | Suva 2024      |

## Rekorde

### Bestehende Rekorde
| Weltrekord         | Lamecha Girma ( Äthiopien) | 7:52,11 min | Paris, Frankreich                | 9. Juni 2023    |
| Olympischer Rekord | Conseslus Kipruto ( Kenia) | 8:03,28 min | Finale Rio de Janeiro, Brasilien | 17. August 2016 |

### Rekordverbesserung
Mit einer Zeit von 8:07,73 min stellte der Athlet Mohamed Amin Jhinaoui im Finale am 7. August 2024 einen neuen tunesischen Nationalrekord auf.

## Vorläufe
5. August 2024, 19:04 Uhr
Für das Finale qualifizierten sich die ersten fünf Athleten aller drei Vorläufe. Neben diesen konnten sich Athleten auf Basis der Entscheidung eines Kampfrichters oder einer Berufungsjury für das Finale qualifizieren.

### Vorlauf 1
| Rang | Athlet              | Nation             | Zeit (min) | Anmerkung |
| ---- | ------------------- | ------------------ | ---------- | --------- |
| 1    | Soufiane el-Bakkali | Marokko            | 8:17,90    | Q         |
| 2    | Leonard Chemutai    | Uganda             | 8:18,19    | Q, SB     |
| 3    | Getnet Wale         | Äthiopien          | 8:18,25    | Q         |
| 4    | Daniel Arce         | Spanien            | 8:18,31    | Q         |
| 5    | Ahmed Jaziri        | Tunesien           | 8:18,33    | Q, SB     |
| 6    | Amos Serem          | Kenia              | 8:18,41    | qR        |
| 7    | Karl Bebendorf      | Deutschland        | 8:20,46    |           |
| 8    | Nicolas-Marie Daru  | Frankreich         | 8:20,52    |           |
| 9    | Ruben Querinjean    | Luxemburg          | 8:27,97    |           |
| 10   | James Corrigan      | Vereinigte Staaten | 8:36,67    |           |
| 11   | Yassin Bouih        | Italien            | 8:40,34    |           |
| 12   | Bilal Tabti         | Algerien           | 9:04,81    |           |

### Vorlauf 2
| Rang | Athlet            | Nation             | Zeit (min) | Anmerkung |
| ---- | ----------------- | ------------------ | ---------- | --------- |
| 1    | Mohamed Tindouft  | Marokko            | 8:10,62    | Q, PB     |
| 2    | Samuel Firewu     | Äthiopien          | 8:11,61    | Q         |
| 3    | Abraham Kibiwot   | Kenia              | 8:12,02    | Q         |
| 4    | Ryūji Miura       | Japan              | 8:12,41    | Q         |
| 5    | Avinash Sable     | Indien             | 8:15,43    | Q         |
| 6    | Matthew Wilkinson | Vereinigte Staaten | 8:16,82    |           |
| 7    | Nahuel Carabaña   | Andorra            | 8:19,44    |           |
| 8    | Osama Zoghlami    | Italien            | 8:20,52    |           |
| 9    | Alexis Miellet    | Frankreich         | 8:22,08    |           |
| 10   | Velten Schneider  | Deutschland        | 8:25,75    |           |
| 11   | Matthew Clarke    | Australien         | 8:49,85    |           |
|      | Tomáš Habarta     | Tschechien         | DNF        |           |

### Vorlauf 3
| Rang | Athlet                | Nation             | Zeit (min) | Anmerkung |
| ---- | --------------------- | ------------------ | ---------- | --------- |
| 1    | Lamecha Girma         | Äthiopien          | 8:23,89    | Q         |
| 2    | Kenneth Rooks         | Vereinigte Staaten | 8:24,941   | Q         |
| 3    | Simon Kiprop Koech    | Kenia              | 8:24,942   | Q         |
| 4    | Mohamed Amin Jhinaoui | Tunesien           | 8:25,24    | Q         |
| 5    | Jean-Simon Desgagnés  | Kanada             | 8:25,28    | Q         |
| 6    | Frederik Ruppert      | Deutschland        | 8:25,31    |           |
| 7    | George Beamish        | Neuseeland         | 8:25,86    |           |
| 8    | Ryōma Aoki            | Japan              | 8:29,03    |           |
| 9    | Louis Gilavert        | Frankreich         | 8:29,16    |           |
| 10   | Ben Buckingham        | Australien         | 8:32,12    |           |
| 11   | Topi Raitanen         | Finnland           | 8:33,12    |           |
| 12   | Faid El Mostafa       | Marokko            | 8:39,48    |           |

## Finale
7. August 2024, 21:43 Uhr
| Rang | Athlet                | Nation             | Zeit (min) | Anmerkung |
| ---- | --------------------- | ------------------ | ---------- | --------- |
| 1    | Soufiane el-Bakkali   | Marokko            | 8:06,05    | SB        |
| 2    | Kenneth Rooks         | Vereinigte Staaten | 8:06,41    | PB        |
| 3    | Abraham Kibiwot       | Kenia              | 8:06,47    | SB        |
| 4    | Mohamed Amin Jhinaoui | Tunesien           | 8:07,73    | NR        |
| 5    | Ahmed Jaziri          | Tunesien           | 8:08,02    | PB        |
| 6    | Samuel Firewu         | Äthiopien          | 8:08,87    |           |
| 7    | Simon Kiprop Koech    | Kenia              | 8:09,26    | SB        |
| 8    | Ryūji Miura           | Japan              | 8:11,72    |           |
| 9    | Getnet Wale           | Äthiopien          | 8:12,33    |           |
| 10   | Daniel Arce           | Spanien            | 8:13,80    |           |
| 11   | Avinash Sable         | Indien             | 8:14,18    |           |
| 12   | Mohamed Tindouft      | Marokko            | 8:14,82    |           |
| 13   | Jean-Simon Desgagnés  | Kanada             | 8:19,31    |           |
| 14   | Amos Serem            | Kenia              | 8:19,74    |           |
| 15   | Leonard Chemutai      | Uganda             | 8:20,03    |           |
|      | Lamecha Girma         | Äthiopien          | DNF        |           |